# Roman Abramóvitx
Roman Abramóvitx (rus: Рома́н Арка́дьевич Абрамо́вич)  (Saràtov, 24 d'octubre de 1966) és un magnat rus del petroli i governador entre 2001 i 2008 a la regió siberiana de Txukotka. Es va fer famós al món sencer quan va comprar el Chelsea FC i va explicar les seves intencions de convertir-lo en un gran d'Europa a cop de talonari. Va fitxar cracks com Michael Ballack o Petr Cech.